# Гин Ичимару
Гин Ичимару (яп. 市丸 ギン Итимару Гин) — персонаж аниме и манги «Блич», созданный Тайто Кубо. Является проводником душ и капитаном 3 отряда Готэй 13. Странный и загадочный человек, о прошлом которого практически ничего неизвестно.
Он обычно занимает высокие строчки в рейтинге персонажей журнала Shonen Jump: по результатам второго и третьего опроса был пятым, однако, как и Рэндзи Абарай, потерял лидирующие позиции после появления новых персонажей — Гриммджо и Улькиорры. Гина озвучивает сэйю Юса Кодзи.

## Описание персонажа

### Прошлое
В детстве Гин спас Мацумото Рангику от голодной смерти в пустыне, после чего они стали жить вместе. Именно Ичимару предложил Рангику в качестве Дня рождения считать 29 сентября — день, когда она встретила Гина. 
Тогда Гин впервые и повстречал Айдзэна. Для завершения хогёку Айдзэн собирал души, несколько его подчинённых забрали часть души Рангику и передали ее Айдзэну. За этим Гин их и поймал, именно тогда он и решил отомстить Айзену и вернуть часть души Рангику.
Гин за год окончил Академию проводников душ. Изначально он поступил в пятый отряд, которым в то время командовал Хирако Синдзи, причем в процессе назначения Гин убил проводника душ, занимающего 3-е офицерское место, тем самым привлекая внимание Айдзэна Соскэ, тогда лейтенанта пятого отряда. После того как Айдзэн становится капитаном, Гин занимает место его лейтенанта, а затем становится капитаном третьего отряда.

### Дальнейшие события
Гин — первый капитан, вставший на пути Ичиго и его друзей. Сильно недооценив противника, Ичиго бросается на Гина, после короткой схватки капитан буквально вышвыривает противников за врата, сильно ранив при этом Дзидамбо. Многим капитанам показалось подозрительным то, что Гин не убил «вторженцев» на месте, однако при некоторой удаче, а также помощи Айдзэна, Гин выходит из воды сухим. Внешность и наглое поведение Гина как будто бы выдают его злые намерения, поэтому именно его многие начинают винить в убийстве Айдзэна. Все это было частью плана самого Айдзэна по внесению хаоса в обыденную жизнь проводников душ, однако ему помешал Хицугая Тосиро, которого Айдзэн пытался подставить. Хицугая и Гин затевают драку, которая прекращается только с появлением Мацумото Рангику — человека, с которым Гин явно не хотел сражаться.
После того, как грандиозный заговор был раскрыт, Айдзэн говорит, что всегда считал Гина своим лейтенантом, даже когда последний стал капитаном. Вместе с Тосэном Канамэ и при поддержке армии Меносов Гранде они уходят в Уэко Мундо. Последние слова Гина обращены не к Сообществу Душ, не к капитанам, а к Мацумото Рангику, перед которой он извинился за своё предательство. В Уэко Мундо меняет униформу синигами на специфическую униформу арранкара, и остается верен Айдзэну Соскэ, становясь его правой рукой. В основном появляется в компании Айдзэна или Тосэна Канамэ.
Однако впоследствии выясняется, что истинной целью Гина была месть Айдзэну. По возвращении в Сообщество душ, Гин наносит Айдзэну своим банкаем рану, заявляя, что тот «умрет с дырой в груди, как всегда мечтал». Впрочем, план Гина успехом не увенчался: забрав Хогёку у Айдзэна, Гин не сумел его ослабить, так как камень стал частью Айдзэна, поэтому тот смог залечить свои раны и вернуть Хогёку. Впоследствии Гин был смертельно ранен Айдзэном. Но перед самой смертью Ичимару передал свою цель Ичиго и предположительно умер на руках Рангику.

### Внешность и характер
Отличительная черта Гина — выражение лица. Прищуренные глаза, постоянная ухмылка делают его похожим на лису, поэтому Куросаки Ичиго при первой встрече называет его «лисья морда» (только в трёх сериях он открыл глаза, а также на мгновение в 46-й и 301-й), хотя сам Гин при поступлении в 5 отряд сравнивает себя со змеей. Имя Гина является отсылкой к цвету его волос, в аниме имеющих фиолетовый отлив: гин означает «серебро».
Впервые Гин появляется как странный и ехидный человек, который вместе с капитаном 11-го отряда Дзараки Кэмпати вступает в спор с Кучики Бякуя о казни Рукии. Гин откровенно издевается над Бякуей, но до открытой конфронтации, к разочарованию Кэмпати, дело не доходит. Перед Ичиго он показывает жестокость, сильно поранив (в манге — отрубив) руку стражу Дзидамбо, чтобы тот опустил врата. Гин говорит Хинамори Момо, что Хицугая Тосиро убил Айдзэна Соскэ. Гина связывают давние отношения с лейтенантом 10 отряда Мацумото Рангику, Гин в детстве спас её от голодной смерти в пустыне. Подробности неизвестны.

### Боевые навыки
Ичимару Гин очень силён по боевым навыкам, дзанпакто Гина, выглядящий как короткий вакидзаси, называется Синсо (яп. 神鎗 Shinso, дословно «Божественное копьё»). По команде «Пронзи насмерть, Синсо!» (яп. 射殺せ икоросэ). Дзанпакто резко удлиняется так, что использование сикая напоминает выстрел, который настолько быстр, что от его невозможно уклониться, можно лишь блокировать. Удар имеет огромнейшую силу, остановить его даже капитан в банкае сможет с трудом, кроме того, Ичимару управляет длиной меча и может изгибать его в любую сторону, атакуя несколько целей за минимальный промежуток времени и с огромнейшей скоростью. Банкай: Камисини Но Яри (яп.  «Копьё-богоубийца»), в этом состоянии скорость, с которой Синсо удлиняется или укорачивается, по словам Гина, в 500 раз превосходит скорость звука, а сам клинок может удлиняться на 13 км. Его меч не самый длинный дзанпакто, но самый быстрый. Для сравнения, в сикае Синсо может достигать длины 100 мечей. Позже Гин признаётся, что лгал о способностях меча: на самом деле в банкае дзанпакто на мгновение превращается в пыль, пока стягивается или удлиняется. Кроме того, с внутренней стороны лезвия кроется смертельный яд, разрушающий клетки.
Гин также мастерски владеет сюмпо. Он двигается со скоростью Ичиго Куросаки в банкае, при этом не используя собственный, а лишь молниеносные шаги. Ичимару превосходил по скорости и Хирако Синдзи, крайне сильного и быстрого бойца, уворачиваясь от самых быстрых его ударов и закруживаясь вокруг него в вихре.